# 北さつま農業協同組合
北さつま農業協同組合（きたさつまのうぎょうきょうどうくみあい、愛称JA北さつま）は、鹿児島県薩摩郡さつま町に本店を置く農業協同組合である。また、さつま町・伊佐市の指定金融機関でもある。

## 事業区域
- 鹿児島県
  - 薩摩川内市
  - 薩摩郡さつま町
  - 伊佐市

## 沿革

### 旧・さつま川内農業協同組合
- 1995年3月 - さつま川内市農業協同組合・樋脇町農業協同組合・入来町農業協同組合・こしき農業協同組合の4組合が合併し『さつま川内農業協同組合』を設立。
- 1997年5月 - 8ヵ所にあった1人事業所閉鎖を実施。
- 1998年11月 - 第1回ど～んとJAフェスタ開催
- 2002年2月 - 3ヶ所の事業所廃止を実施。
- 2002年8月 - 3ヶ所の事業所廃止を実施。
- 2002年12月 - 2ヶ所の事業所廃止を実施。
- 2003年4月 - 農畜産物販売所｢雅せせらぎ館｣を開設。
- 2003年11月 - 11ヶ所の出張所廃止を実施。
- 2004年5月 - ｢川薩地区のハウスキンカン｣が｢かごしまブランド産地｣に指定。
- 2005年3月 - 中央出張所店舗を改装し、レディース店舗（愛称：みやっぴい中央店）としてオープン。

### 北さつま農業協同組合
- 2010年3月 - さつま川内農業協同組合・さつま農業協同組合・伊佐農業協同組合の3組合が合併して発足した。

## 主な産物

### 旧・さつま川内農業協同組合地域
- 肉用牛(かごしま黒牛・川内牛)
- 肉用豚(かごしま黒豚・茶美豚)
- キンカン
- ミカン
- サワーポメロ
- ブドウ
- ナシ
- 米
- ラッキョウ
- ゴーヤ
- ゴボウ
- 茶
- イチゴ
- ショウガなど